# Der Rabe (Giambattista Basile)

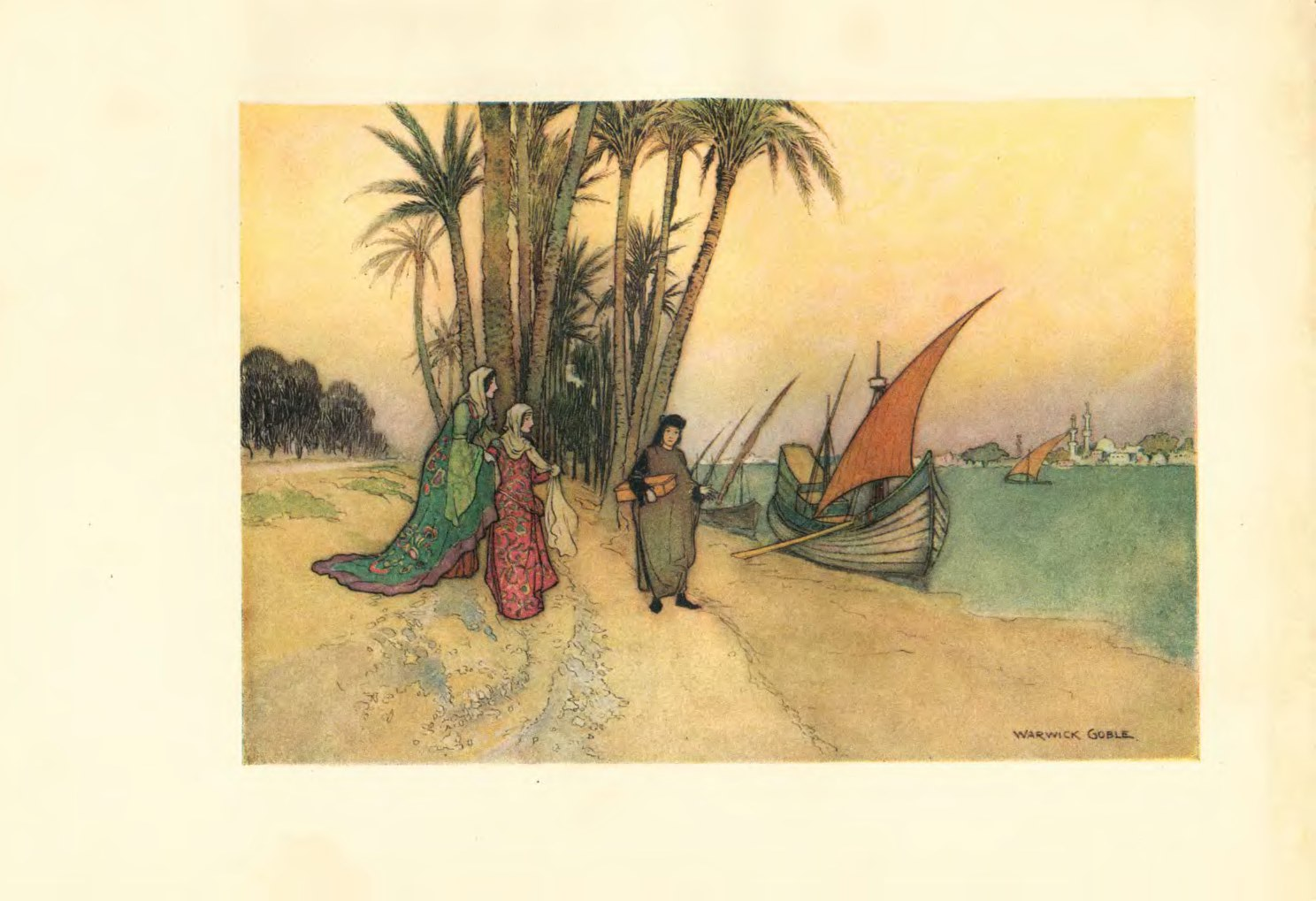
Illustration von Warwick Goble, 1911

Der Rabe (neapolitanisches Original: Lo cuorvo) ist ein Märchen (ATU 516). Es steht in Giambattista Basiles Sammlung Pentameron als neunte Erzählung des vierten Tages (IV,9).

## Inhalt
Ein König sieht auf der Jagd einen blutigen Raben auf weißem Marmor und denkt nur noch an eine Frau, die so aussähe. Sein Bruder kauft ihm einen Falken und ein Pferd und trifft einen Bettler, der ihm eines Zauberers Tochter zeigt, die dem Bild gleichsieht. Er lockt sie mit schöner Handelsware auf sein Schiff und segelt los. Während eines Unwetters hört er eine Taube zur anderen sagen, dass der Falke dem König die Augen aushacken, das Pferd ihm den Hals brechen und ein Drache ihn mit der Braut im Bett verschlingen werde. Verrate er ihm das aber, werde er selbst zu Marmor. Er tötet Falke und Pferd im letzten Moment, wartet hinter dem Bett und wehrt den Drachen ab. Der König erwacht und verurteilt ihn zum Tode. Da erzählt er es ihm und wird zur Marmorstatue. Einmal kommt ein alter Mann und macht dem König für das Blut seiner zwei kleinen Söhne den Bruder wieder lebendig. Die Mutter will sich aus dem Fenster stürzen, doch ihr Vater kommt in einer Wolke geflogen und erweckt die Kinder wieder, denn er hatte sie nur für die Entführung strafen wollen. Alle sind froh.

## Bemerkungen
Vgl. zur Farbmotivik bei Basile V,9 Die drei Zitronen. Rudolf Schenda nennt Lorenzo Lippis Canto VII Nardino und Brunetto, Carlo Gozzis Il Corvo von 1777, Johann Gottlieb Schummels Das kranke Kind in Kinderspiele und Gespräche von 1777/78, Hartmanns Zauberoper Ravnen von 1832, in Kletkes Märchensaal (1845) Nr. 22 Der Rabe, in Pitrè/Schenda/Senns Märchen aus Sizilien Nr. 45 Die beiden verzauberten Tauben (Die Märchen der Weltliteratur, 1991) mit Kommentar. Auffallend ähnlich ist Der treue Johannes in Grimms Märchen.
Walter Scherf sieht im Drachen hier klarer als in anderen Fassungen die übermächtige Bindung zum Vater, der wie auf einer barocken Theatermaschine einschwebt, rätselhaft sei die Rolle des Bettlers.
Der Rabe wurde im Deutschen wohl über Gozzi bekannt. In Schummels Übertragung erzählt ein Bub dem anderen, der dazwischenfragt, so dass brutale Elemente aufgefangen und kindgerecht dargestellt werden können.
Eine deutsche Version des Märchens findet sich in Ulrich Jahns Werk Volksmärchen aus Pommern und Rügen (Nr. 8, Leipzig 1891), in dem sie den Titel Die drei Raben trägt.